# Lose Control (EP)
Albums de Lay
Lay 02 Sheep
(2017)
Singles
1. what U need?
Sortie : 7 octobre 2016
2. Lose Control
Sortie : 28 octobre 2016

Lose Control est le premier EP de l'artiste et acteur chinois Lay (Zhang Yixing), un des membres du boys band sud-coréano-chinois EXO, sorti le 28 octobre 2016 simultanément en Chine et en Corée du Sud sous SM Entertainment et distribué par KT Music. 
L'EP a été un succès commercial en étant numéro un sur le Gaon Album Chart et est devenu le 7e album le plus vendu en 2016. Il a également battu sept des huit Guinness World Records sur le YinYueTai China Weekly Chart.

## Contexte et sortie
Le 21 septembre 2016, la SM Entertainment a annoncé que Lay sortirait son premier album solo en octobre. Le single "what U need?" est sorti le 7 octobre comme cadeau d'anniversaire de Lay pour ses fans. La chanson a atteint la première place sur le Alibaba Music Chart en temps réel en Chine. Le clip a pris la première place du classement des clips vidéos de iTunes en Thaïlande, ainsi que la troisième place aux États-Unis, il s’est également classé deuxième du classement Pop de iTunes aux États-Unis. La chanson, elle, a aussi pris la première place des classements en Thaïlande et en Turquie, s’est classé dans le top 5 au Japon, au Canada, à Hong Kong, ainsi qu’en Malaisie. Cela fait de Lay le premier artiste Chinois à entrer dans le top 3 du classement iTunes Américain et l’artiste Chinois le mieux classé de l’Histoire dans les charts Américains.
Le 21 octobre, Lay annonce la date de sortie de son premier mini-album "Lose Control" qui est prévu pour le 28 octobre et qui sortira simultanément en Corée du Sud et en Chine. Le mini-album comporte six pistes en chinoises qui sont composées, arrangées et toutes écrites par lui. La chanson-titre "Lose Control" accompagné de son clip vidéo est sortie en même temps que l'album.

## Single
La chanson "Lose Control" est restée comme numéro un sur Billboard's China V-Chart pendant six semaines consécutives. "what U need?" a atteint la quatrième place sur le China V-Chart ainsi que dans le Billboard's World Digital Songs. "Lose Control" est resté au top du "Alibaba Top 100 Weekly Songs" pendant 14 semaines consécutives, il a également été classé no 1 sur les YinYueTai’s TOP 100 Songs of 2016.

## Promotion
Pour promouvoir son premier EP, Lay a tenu une conférence de presse au Shanghai Town & Country Community en Chine le 27 octobre.
Lay a effectué la performance de "what U need?" pour la première fois le 9 octobre au Asia Song Festival à Busan, en Corée du Sud. Il a fait ses débuts sur le programme musical The Show le 15 novembre en interprétant "Lose Control".

## Succès commercial
Lose Control a battu des records en Corée du Sud en ce qui concerne le nombre de ventes faite par un artiste solo, en effet, les pré-commandes ont dépassé les 200 000 exemplaires avant que l'album physique ne soit sorti. Cela a causé un manque d'approvisionnement et de ce fait toutes les pré-commandes n'ont pas pu être comptées le premier jour. Les ventes d'albums physiques ont dépassé les 50 000 exemplaires par jour après sa sortie qui ont battu le record des autres artistes solo en Corée. Il a également battu le record du plus grand nombre de ventes d'albums physiques pour un artiste solo, le premier week-end a dépassé les 97 000 et a été vendu à plus de 125 000 en sept jours, les ventes les plus élevées de la première semaine d'un artiste solo. Plus d'1 000 000 exemplaires de l'album numérique ont été vendus sur Xiami. L'album a été vendu à 260 000 exemplaires physiques en 2016. "Lose Control" est devenu l'album le plus vendu par un artiste solo dans l'histoire de Gaon Chart, après avoir vendu 274 238 exemplaires. L'album est également l'album le plus vendu par un artiste solo dans Hanteo Chart avec 247 660 exemplaires vendus. Le 23 janvier 2017, il a été révélé que l'album a été vendu à plus de 250 000 exemplaires sur Hanteo depuis sa sortie.

## Liste des titres
| Lose Control | Lose Control             | Lose Control         | Lose Control        | Lose Control | Lose Control | Lose Control | Lose Control | Lose Control | Lose Control |
| No           | Titre                    | Auteur               | Producteur(s)       | Durée        |              |              |              |              |              |
| ------------ | ------------------------ | -------------------- | ------------------- | ------------ | ------------ | ------------ | ------------ | ------------ | ------------ |
| 1.           | Lose Control (失控)      | Lay, CC              | Devine-Channel, Lay | 3:29         |              |              |              |              |              |
| 2.           | what U need? (你要什么)  | Lay, CC              | Devine-Channel, Lay | 3:55         |              |              |              |              |              |
| 3.           | Tonight                  | Wang Ya Jun, Lay, CC | Devine-Channel, Lay | 3:33         |              |              |              |              |              |
| 4.           | MYM                      | Lay                  | Command Freaks, Lay | 4:03         |              |              |              |              |              |
| 5.           | MYM (Version acoustique) | Lay                  | Lay                 | 4:39         |              |              |              |              |              |
| 6.           | Relax (守望)             | Lay                  | Devine-Channel, Lay | 4:21         |              |              |              |              |              |
| 24:05        |                          |                      |                     |              |              |              |              |              |              |

## Classements

### Classements hebdomadaires
| Classement                            | Meilleure position |
| ------------------------------------- | ------------------ |
| South Korea (Gaon)                    | 1                  |
| Japanese Albums (Oricon)              | 34                 |
| US Top Heatseekers Albums (Billboard) | 23                 |
| US World Albums (Billboard)           | 4                  |

### Classements mensuels
| Classement         | Meilleure position |
| ------------------ | ------------------ |
| South Korea (Gaon) | 1                  |

### Classements annuels
| Classement                                 | Meilleure position |
| ------------------------------------------ | ------------------ |
| Chinese Albums (YinYueTai V-Chart)         | 1                  |
| South Korea 2016 Yearly Album Chart (Gaon) | 7                  |

### Ventes
| Pays               | Ventes    |
| ------------------ | --------- |
| South Korea (Gaon) | 281 360   |
| Japan (Oricon)     | 89 432    |
| China (DL)         | 1 197 813 |

## Historique de sortie
| Pays         | Date            | Format                        | Label                      | Producteur   |
| ------------ | --------------- | ----------------------------- | -------------------------- | ------------ |
| Corée du Sud | 28 octobre 2016 | CD, Téléchargement de musique | SM Entertainment, KT Music | Zhang Yixing |
| Chine        | 28 octobre 2016 | Téléchargement légal          | SM Entertainment, KT Music | Zhang Yixing |
| Monde entier | 28 octobre 2016 | Téléchargement légal          | SM Entertainment, KT Music | Zhang Yixing |

## Prix
| Année | Titre                       | Catégorie        | Résultat |
| ----- | --------------------------- | ---------------- | -------- |
| 2017  | 5e YinYueTai V-Chart Awards | Album de l'année | Lauréat  |